# Keith Olsen
Keith Olsen (Sioux Falls, Dakota del Sur; 1945-9 de marzo de 2020) fue un productor musical, músico e ingeniero de audio estadounidense, reconocido mayormente por su trabajo con Emerson, Lake & Palmer, Fleetwood Mac, Foreigner, Grateful Dead, Heart, Journey, Ozzy Osbourne, Pat Benatar, Santana, Scorpions y Whitesnake, entre otros.

## Biografía

### Infancia y adolescencia
Olsen nació en la ciudad de Sioux Falls, Dakota de Sur, donde pasó su infancia. A los doce años su familia se trasladó a Mineápolis, Minesota, ciudad donde estudió y desarrolló su afición por la música, gracias al apoyo y aliento de sus padres.

### Carrera artística

#### Inicios
Fue tanto el interés de Keith por la música que trabajó en estudios de grabación y tocó con bandas locales donde él ejecutaba el bajo y/o el contrabajo. Olsen también formó parte de la banda The Music Machine, con quién grabó el sencillo «Talk Talk», su gran éxito. Además conoció a Curt Boettcher, vocalista, guitarrista y productor musical. Debido a Boettcher, Olsen se encontró con el líder y bajista de The Beach Boys Brian Wilson. Gracias a Wilson, Keith se interesó aún más por la producción musical.

#### Primeras producciones
Se trasladó a Los Ángeles, California para trabajar formalmente como productor en los Estudios Sound City.  Allí conoció a Lindsey Buckingham y Stevie Nicks, futuros integrantes de Fleetwood Mac. Él apoyó severamente a Buckingham y a Nicks, pues Olsen produjo su primer álbum llamado Buckingham Nicks en 1973. También colaboró con Waddy Watchel y Jorge Calderón.

#### Trabajo con Fleetwood Mac
El álbum Buckingham Nicks atrajo la atención de Mick Fleetwood y John McVie, líderes de la agrupación Fleetwood Mac. Fleetwood y McVie invitaron formar parte de Fleetwood Mac a Buckingham y a Nicks. Lindsey y Stevie aceptaron y Keith Olsen participó como productor en el álbum homónimo, disco que alcanzó el 1.er lugar del Billboard 200 y vendió más de cinco millones de copias en los Estados Unidos. Por su trabajo con este álbum, Keith Olsen fue ampliamente reconocido como un gran productor por su trabajo.

#### Legado
Desde la década de los setenta hasta los noventa, Olsen produjo más de 120 álbumes, de los cuales 39 han sido certificados con disco de oro, veinticuatro con platino y catorce con certificación de multiplatino. Keith ha trabajado con grupos y solistas de gran renombre como Grateful Dead,Saga, Bob Weir, Eddie Money, Emerson, Lake & Palmer, Rick Springfield, REO Speedwagon, Pat Benatar, Heart, Starship, Santana, Kim Carnes, Jethro Tull, The Babys, Ozzy Osbourne, Scorpions, 38 Special, Europe, Bad Company, Sammy Hagar, Russ Ballard, Whitesnake, Foreigner, Sheena Easton, Journey, Loverboy y Lou Gramm. También participó en álbumes de bandas sonoras de películas como Footloose, Flashdance, Vision Quest, Tron y Top Gun.

#### Otras ocupaciones
Olsen decidió colaborar en otras tareas dentro del trabajo de producción, como mezclador de sonido surround para grabaciones de la compañía discográfica Kore Group en 1996. Tres años después, fue nombrado director corporativo de desarrollo de Diseños Mackie.

### Últimos años
Durante los últimos años de su vida, Olsen siguió produciendo varios álbumes por año para el Pogologo Productions Group. Fue miembro del área de productores e ingenieros de la Academia Nacional de Artes y Ciencias de la Grabación de Estados Unidos —NARAS por sus siglas en inglés—.
Falleció el 9 de marzo de 2020, las causas de la muerte no han sido difundidas, tampoco su edad.